# Едита од Весекса
Едита од Весекса (око 1025 – 18. децембар 1075) била је краљица Енглеске, односно супруга краља Едварда Исповедника.

## Биографија
Родила се у англосаксонској племићкој породици, односно као дете грофа Годвина од Весекса, најмоћнијег од свих феудалних магната Енглеске у своје време. Едита је била образована у манастиру Вилтон Абеј, коме је остала привржена у каснијим годинама живота те финансијски потпомагала његово одржавање и доградњу.
Када се 1042. године англосаксонски принц Едвард вратио из изгнанства и преузео престо, склопио је брак с кћери најмоћнијег феудалца како би потврдио своју круну. Њих двоје су се свечано венчали у Вестминстерској опатији. Као једна од ретких англосаксонских краљевских супруга, била је формално крунисана за краљицу.
Брак је трајао следеће две деценије, али у њему није било деце. Неки од каснијих хроничара су га тумачили тиме да никада није био конзумиран, било због Едвардове дубоке антипатије према Едитиној породици, било због завета чедности. Када се 1051. године Годвин посвађао с краљем и отишао у изгнанство, Едита је накратко послана у женски манастир; историчари претпостављају да се краљ надао како може исходити поништење брака и пронаћи нову супругу. Међутим, већ следеће године се Едита вратила на двор и постала један од његових најближих саветника; већина извора наводи како је однос између двоје супружника од тада био готово потпуно складан.
Преко ње је брат Харолд исходио место грофа Нортамбије 1055. године за свог брата Тостига. Та се одлука касније показала кобном по династију, с обзиром да је Тостиг тамо постао изузетно омражен, а што је 1064. године довело до устанка против његове власти. Северњацима, који су за новог грофа изабрали Харолдовог шурака Морцара, краљ је након дугог размишљања, а на Харолдов наговор, испунио захтев. Едита је била бесна због те одлуке, а Тостиг је отишао у изгнанство одакле је организовао побуну која ће довести до норвешке инвазије и његове погибије у бици код Стамфорд Бриџа 1066. године.
Након што јој је 5. јануара 1066. умро муж, новим краљем је постао Харолд. Та је одлука, пак, била повод норманском војводи Вилијаму да покрене инвазију Енглеске с циљем да освоји енглеску круну. У бици код Хејстингса 14. октобра је погинуо Харолд и његова браћа Гyрт и Леофин. Једини Едитин брат који је успео преживети био Вилфноту, али само зато што се од 1051. године налазио као талац у Нормандији.
За време или непосредно након тих догађаја, Едита је дала израдити историјски текст "Живот краља Едварда" који се сматра најопсежнијим, иако не и најобјективнијим извором података о њеном животу. У њему се настојала приказати као побожном и чедном владарком која је подржавала свог супруга. Књига страшног суда, која је израђена након њене смрти, пак наводи да је била најбогатија жена у Енглеској, односно међу четири најбогатије личности у Енглеској - иза Едварда, Харолда и Стиганда, надбискупа Кентерберија.

## Породично стабло
|  |                      |  |  |  |  |  |  |  |  |  |  |  |  |  |  |  |
|  | 4. Wulfnoth Cild     |  |  |  |  |  |  |  |  |  |  |  |  |  |  |  |
|  |                      |  |  |  |  |  |  |  |  |  |  |  |  |  |  |  |
|  |                      |  |  |  |  |  |  |  |  |  |  |  |  |  |  |  |
|  | 2. Годвин од Весекса |  |  |  |  |  |  |  |  |  |  |  |  |  |  |  |
|  |                      |  |  |  |  |  |  |  |  |  |  |  |  |  |  |  |
|  |                      |  |  |  |  |  |  |  |  |  |  |  |  |  |  |  |
|  | 1. Едита од Весекса  |  |  |  |  |  |  |  |  |  |  |  |  |  |  |  |
|  |                      |  |  |  |  |  |  |  |  |  |  |  |  |  |  |  |
|  |                      |  |  |  |  |  |  |  |  |  |  |  |  |  |  |  |
|  | 6. Thorgil Sprakling |  |  |  |  |  |  |  |  |  |  |  |  |  |  |  |
|  |                      |  |  |  |  |  |  |  |  |  |  |  |  |  |  |  |
|  |                      |  |  |  |  |  |  |  |  |  |  |  |  |  |  |  |
|  | 3. Гита              |  |  |  |  |  |  |  |  |  |  |  |  |  |  |  |
|  |                      |  |  |  |  |  |  |  |  |  |  |  |  |  |  |  |
|  |                      |  |  |  |  |  |  |  |  |  |  |  |  |  |  |  |